# Princess Connect! Re:Dive
Princess Connect! Re:Dive (яп. プリンセスコネクト！Re:Dive пуринсэсу конэкуто! ридайбу) — японская ролевая игра для iOS, Android и DMM, выпущенная и изданная корпорацией Cygames. Игра была объявлена в августе 2016 года как продолжение Princess Connect!, вышедшей 18 февраля 2015 года.
На основе Princess Connect! Re:Dive был выпущен аниме-сериал, чья премьера состоялась 6 апреля 2020 года.

## Сюжет
Юки призван в другой мир. Он не помнит ничего о себе, кроме своего имени, и должен помочь Пэкорин и Коккоро. Впрочем, сам он сразиться с врагами не сможет, зато придать силы девушкам — вполне.

## Персонажи
Пэкорин (яп. ペコリーヌ Пэкорину) / Юстиана фон Астрея (яп. ユースティアナ・フォン・アストライア Ю:сутиана фон Асуторайа)
Сэйю: Мао Итимити (M·A·O) (аниме)
Коккоро (яп. コッコロ Коккоро) / Кокоро Нацумэ (яп. 棗 こころ Нацумэ Кокоро)
Сэйю: Мику Ито (аниме)
Кяру (яп. キャル Кяру) / Кируя Момоти (яп. 百地 希留耶 Момоти Кируя)
Сэйю: Рика Татибана (аниме)
Юки (яп. ユウキ Ю:ки)
Сэйю: Ацуси Абэ (аниме)

## Медиа

### Манга
Манга, написанная Асахиро Какаси и проиллюстрированная wEshica / Shōgo, была выпущена в Интернете через официальное приложение Cycomics от Cygames. Издательство Kodansha опубликовало два тома танкобонов (по состоянию на февраль 2019 года).

### Аниме
В феврале 2020 года студия CygamesPictures объявила об аниме-адаптации игры. Режиссёром и сценаристом выступил Такаоми Канасаки (известный по работе над такими аниме-сериалами, как KonoSuba и Is This a Zombie?), за дизайн персонажей отвечали Сатоми Курита, Ли Дзюн Янг и Ясуюки Нода. Сериал выходил с 6 апреля по 29 июня 2020 года, дистрибьютором выступила компания Crunchyroll.
| №  | Название | Премьера в Японии |
| -- | --- | ----------------- |
| 1  | Начало приключений ~Пассерованные грибы на закате~ «Bōken no Hajimari ～Yūyake sora ni kinoko no Sotē～» (冒険の始まり ～夕焼け空にきのこのソテー～)                                              | 6 апреля 2020     |
| 2  | Озорство капризной кошки ~Тёплые золотые рисовые шарики~ «Kimagure neko no Akugi ～Ogonshoku no Pokapoka onigiri～» (きまぐれ猫の悪戯 ～黄金色のポカポカおにぎり～)                               | 13 апреля 2020    |
| 3  | Эпикурейская земля ~Райский фрукт — это тайный ингредиент~ «Bishoku no Furontia ～Kakushimi ni tenjō no Kajitsu wo soete～» (美食のフロンティア ～隠し味に天上の果実を添えて～)                   | 20 апреля 2020    |
| 4  | Добро пожаловать в гильдию гурманов! ~Говяжье рагу в сумерках~ «Yōkoso bishoku dono ～Yoi no To bari ni bīfu shichū～» (ようこそ美食殿 ～宵のとばりにビーフシチュー～)                            | 27 апреля 2020    |
| 5  | Каша, приготовленная с любовью ~Окутанные сумеречной судьбой~ «Aijō tappuri porijji ～Na unmei onosete～» (愛情たっぷりポリッジ ～トワイライトな運命をのせて～)                                   | 4 мая 2020        |
| 6  | Мелодия отправления ~Ароматные специи под звёздным небом~ «Tabidachi no Shirabe ～Hoshizora wa Supaisu no Kaori～» (旅立ちの調べ ～星空はスパイスの香り～)                                        | 11 мая 2020       |
| 7  | Свет, пронзающий тьму ~Как две сестрёнки в одном стручке~ «Yami Ugatsu Hikari ～Nakayoshi Shimai no Mariāju～» (闇穿つ光 ～仲良し姉妹のマリアージュ～)                                            | 18 мая 2020       |
| 8  | Детский обед «Маленькой лирики» ~Деревенская яичница~ «Ritoru de Ririkaruna Okosama Ranchi ～Denenfū Tamagoyaki Setto～» (リトルでリリカルなお子様ランチ ～田園風玉子焼きセット～)                | 25 мая 2020       |
| 9  | Поездка гурманов ~Ароматные щупальца на пляже~ «Bishoku no Bakansu ～Iso no Kaori wa Tentakuru～» (美食のバカンス ～磯の香りはテンタクル～)                                                       | 1 июня 2020       |
| 10 | Цветы в бесконечной тьме ~Проклятый пудинг~ «Tokoyami ni Tsudoishi Hana ～Noroi no Puding Unano～» (常闇に集いし華 ～呪いのプディングなの～)                                                      | 8 июня 2020       |
| 11 | Родной дом на закате ~Хрустящий хот-дог на задании~ «Yūgure Maihōmu ～Sakusaku Tansaku Hottodoggu～» (夕暮れマイホーム 〜サクサク探索ホットドッグ〜)                                              | 15 июня 2020      |
| 12 | Причудливый фирменный десерт ~Воспоминания о лабиринте и блинчиках~ «Kimagure Patishie Jiman no Ippin ～Meikyū to Kurēpu no Memorī～» (きまぐれパティシエ自慢の一品 ～迷宮とクレープのメモリー～) | 22 июня 2020      |
| 13 | Потерянная принцесса ~Приправлено улыбками~ «Rosuto Purinsesu ～Mina no Egao o Soete～» (ロストプリンセス ～皆の笑顔を添えて～)                                                                   | 29 июня 2020      |

### Появления в других произведениях
Некоторые персонажи Princess Connect! ReDive появились в ролевой игре Granblue Fantasy в рамках коллаборации, проходившей с 9 по 21 декабря 2018 года. Пэкорин и Коккоро — играбельные персонажи, в то время как Кяру и персонаж игрока (Юки) лишь появляются в сюжете.

## Критика
В своих превью критики отмечают, что от аниме по мобильной игре в жанрах исэкай и гарем, где главного героя переносит в фэнтезийный мир прекрасная богиня и просит «спасти мир», они много не ожидали. Но юмор произведения выделил его среди других в лучшем свете. Также были отмечены красивая визуальная составляющая (CygamesPictures уже доказала ранее, на что способна, выпустив в 2019 году аниме-сериал Manaria Friends) и отличная режиссёрская работа, чего можно было ожидать от режиссёра Is This a Zombie? и KonoSuba.